# Le Stade de Wimbledon (roman)
Pour le film de Mathieu Amalric, voir Le Stade de Wimbledon (film).
Le Stade de Wimbledon (titre original en italien : Lo stadio di Wimbledon) est un roman italien de Daniele Del Giudice publié originellement en 1983 et paru en français le 1er octobre 1985 aux éditions Rivages.
Livre sur la quête d'un écrivain qui n'a jamais publié, ce roman est parfois considéré comme la meilleure biographie de l'homme de lettres et éditeur triestin qu'était Roberto Bazlen.

## Historique
Le Stade de Wimbledon est le premier roman de Daniele Del Giudice, ancien ingénieur civil. Lors de sa publication initiale, le roman est préfacé par Italo Calvino. L'année de sa parution le roman est récompensé par le prix Viareggio de la première œuvre et le prix Mondello.

## Résumé
Un homme part, à Trieste lors de courts voyages ponctuels, à la recherche d'un écrivain, Roberto Bazlen dit Bobi, qui n'a jamais publié de son vivant. Par refus d'emprunter les sentiers battus de la littérature, déjà utilisés par d'autres, et mettant au-dessus de tout la valeur de « primavoltità, » (néologisme pour « primo-nouveauté » ou « caractère de première-fois »), Bazlen n'écrit que ce qu'il considère être des « notes de bas de page » dans ses carnets et ses correspondances. Malgré son renoncement à l'écriture, il demeure une personnalité centrale de la vie littéraire et intellectuelle triestine de 1920 à 1960, proche dans sa jeunesse d'Italo Svevo puis d'Umberto Saba, de Virgilio Giotti, du poète Eugenio Montale, ou de l'artiste Rita Boley Bolaffio. Le souvenir de Bazlen s'éteint peu à peu, en cette fin des années 1970, pour les personnes qui l'ont connu et que le narrateur interroge au fur et à mesure de son enquête, menée auprès des libraires et remontant le fil des connaissances grâce aux annuaires — seuls livres finalement consultés —, dans ce qui apparaît de plus en plus être une quête personnelle et une interrogation sur les moteurs de la création littéraire.
Sur les conseils de plusieurs personnes, le narrateur se décide à partir pour Londres afin de rencontrer Ljuba Blumenthal qui fut la compagne de Bazlen et vit désormais dans le quartier de Wimbledon. Âgée et pratiquement aveugle, Ljuba le reçoit et tente de répondre à ses questions en relatant quelques anecdotes et donnant de petites indications significatives de l'attitude de Bazlen vis-à-vis de l'écriture et de ses rapports avec ses amis. Elle confirme le refus de l'écrivain de s'atteler à une œuvre, mais aussi ses difficultés face à l'écriture sur la durée. Surtout, elle lui indique qu'il avait résolu de faire de sa vie « son œuvre », principalement en conseillant et influençant tout une foule d'amis, et de requérants qu'ils ne connaissait pas, pour mener à bien leurs propres créations littéraires. Le narrateur, qui depuis un certain temps s'interroge lui aussi de manière réflective sur ces questions et le sens de ses recherches sur Bazlen, rentre de plus en plus en résonance avec cette forme particulière de « néant », qui se matérialise un matin par une interrogation sur sa propre mort et métaphoriquement atteint un « stade » d'abandon de ses recherches en déambulant dans les travées vides du Centre Court de Wimbledon. Après une seconde et ultime rencontre prévue avec Ljuba, le narrateur qui se voit offrir un pull ayant appartenu à Bazlen (et qu'il tente de ne pas emporter), décide de retourner en Italie.

## Adaptation
Le Stade de Wimbledon est adapté au cinéma en 2002 par Mathieu Amalric dans le film homonyme, mettant en scène dans le rôle du narrateur et personnage principal Jeanne Balibar, une femme et non un homme comme dans le roman. Ce changement de genre et la transformation du nom de l'écrivain en « Bobi Wohler » sont les deux seules modifications majeures effectuées par le réalisateur, dont l'adaptation, parfois proche du polar dont il utilise les codes, fut jugée particulièrement fidèle à l'esprit du livre. Cette option d'incarner le narrateur en femme fut particulièrement bien reçue par l'auteur, mais n'a pas permis de respecter un élément important de la fin du roman avec l'impossibilité pour une femme de lui faire revêtir un pull ayant appartenu à Roberto Bazlen. Mathieu Amalric lors de l'écriture du scénario et du tournage du film a fréquemment interagi avec Daniele Del Giudice pour préciser certains points ou certaines intentions du romancier.

## Éditions
- (it) Lo stadio di Wimbledon, éditions Einaudi, préface d'Italo Calvino, 1983  (ISBN 978-8806055943), rééd. 1996  (ISBN 9788806141097).
- Éditions Rivages, traduit de l'italien par René de Ceccatty, 1985  (ISBN 978-2-9030-5981-1).
- Collection Points no 1050, éditions du Seuil, 1988  (ISBN 978-2020103534), rééd. 2003,  (ISBN 978-2020569170).